# 斜里町立峰浜小学校
斜里町立峰浜小学校（しゃりちょうりつ みねはましょうがっこう）は、北海道斜里郡斜里町にあった公立小学校。2014年度に閉校し、斜里町立朝日小学校へ統合された。

## 所在地
- 北海道斜里郡斜里町字峰浜69番地

## 沿革
- 1911年4月1日 - 飽寒別尋常小学校（後の斜里町立朱円小学校）所属朱円特別教授場として開設
- 1915年10月30日 - 現在地に移転
- 1916年4月1日 - 朱円尋常小学校（後の斜里町立朱円小学校）所属東朱円特別教授場と改称
- 1918年4月10日 - 東朱円尋常小学校に独立・昇格
- 1941年4月1日 - 東朱円国民学校と校名変更
- 1947年4月1日 - 中学校の併置に伴い、東朱円小中学校と改称
- 1953年9月1日 - 峰浜小中学校と改称
- 1969年4月1日 - 峰浜中学校が斜里中学校に統合、峰浜小学校と改称
- 1978年4月1日 - 斜里町立日の出小学校を統合する。
- 1995年3月19日 - あっぱれさんま大先生の春のスペシャルにてあっぱれ学園の子供達とふれあう
- 1996年 - ふるさと留学（山村留学）制度を開始
- 2005年11月19日 - 第3回全日本小学校ホームページ大賞（J-KIDS大賞2005）にて、経済産業大臣賞受賞
- 2006年11月18日 - 第4回全日本小学校ホームページ大賞（J-KIDS大賞2006）にて、文部科学大臣賞受賞
- 2007年10月21日 - 第7回週刊アスキーこどもホームページコンテストブログ部門優秀賞受賞
- 2007年11月18日 - 第5回全日本小学校ホームページ大賞（J-KIDS大賞2007）にて、J-KIDS大賞受賞
- 2014年3月31日 - 斜里町立朝日小学校への統合による廃止。[1]